# Jens Pühse
Jens Pühse (nascido em 22 de janeiro de 1972) é um político de extrema direita alemão de Wilhelmshaven. Ele é um membro do Partido Nacional Democrático da Alemanha (NPD).
Em 1987 tornou-se membro do Junge Nationaldemokraten (JN), mas ele deixou a organização em 1990, porque ele percebeu que ele seja muito liberal. Posteriormente, ele se juntou a Frente Nationalistische (NF), até que foi proibido pelo governo em novembro de 1992. Em 1994 ele voltou para JN e ele se tornou o líder do NPD Freising, em 1997. Na eleição Landtag de 2004, em Saxony ele adquiriu 6,3% dos votos.